# 聖克勒耶尼鄉

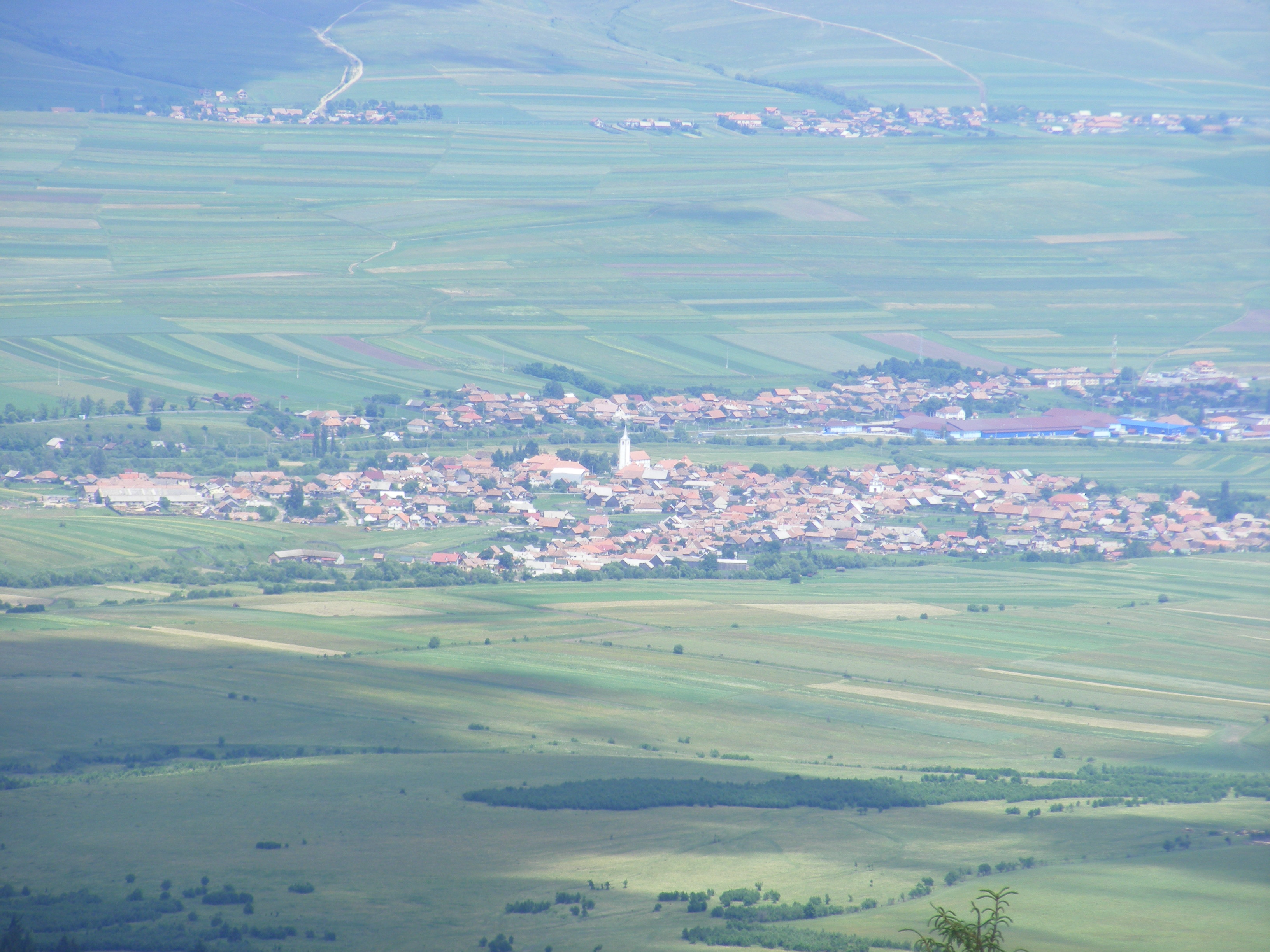

46°18′48″N 25°50′22″E / 46.31333°N 25.83944°E
聖克勒耶尼鄉（羅馬尼亞語：Comuna Sâncrăieni, Harghita），是羅馬尼亞的鄉份，位於該國中部，由哈爾吉塔縣負責管轄，面積53平方公里，海拔高度655米，2007年人口2,609，人口密度每平方公里49人。